# Liste du patrimoine mondial en Irlande
| \| Brú na Bóinne Skellig Michael \| Localisation des deux sites inscrits au patrimoine mondial. |
| Brú na Bóinne Skellig Michael                                                                   |

Les sites inscrits au patrimoine mondial en Irlande sont au nombre de deux. Le pays compte également sept sites inscrits sur la liste indicative du patrimoine mondial.

## Histoire

### Débuts de la protection du patrimoine en Irlande

#### Patrimoine culturel
La protection du patrimoine en Irlande n'est que récente. Auparavant, les bâtiments avaient été en grande partie détruits durant les guerres du XVIIe siècle et la redistribution des terres et la colonisation qui suivirent. Ainsi, la majeure partie des bâtiments actuels en Irlande datent au plus tôt du XVIIIe siècle.
La première protection légale survient en 1869, lorsque l'Église anglicane d'Irlande perd le statut de religion d'État. Elle permet aux possessions de l'Église anglicane ainsi qu'aux ruines des débuts du christianisme et du Moyen Âge de bénéficier d'une protection de la part de l'État. En 1882, la loi est modifiée afin d'inclure les sites archéologiques pré-chrétiens dans les sites protégés. Après l'indépendance en 1922, une nouvelle loi sur les monuments nationaux est adoptée en 1930.
Cependant, jusqu'alors, la protection n'était destinée qu'aux sites préhistoriques et médiévaux, les sites historiques d'après 1700 étant exclus (à l'exception notable du Casino Marino (en)). La Convention pour la sauvegarde du patrimoine architectural de l'Europe en 1985 permet de changer ces pratiques et d'instaurer la protection du patrimoine irlandais post-colonial.

### Ratification de la Convention du patrimoine mondial
La Convention pour la protection du patrimoine mondial, culturel et naturel (ou « Convention du patrimoine mondial ») est adoptée par l'Organisation des Nations unies pour l'éducation, la science et la culture (UNESCO) en 1972. Elle a pour particularité de réunir dans un même document les objectifs de protection de la nature et de préservation des biens culturels. L'Irlande ratifie la Convention pour la protection du patrimoine mondial, culturel et naturel le 16 septembre 1991. Le premier site protégé est inscrit en 1993, suivi d'un second en 1996.
En 1992, une liste indicative est fournie à l'UNESCO : elle contient le parc national de Killarney, les « tourbières du nord-ouest du Mayo », Clonmacnoise, les « forts de pierre occidentaux », Cashel, Clara Bog, le Burren et les Céide Fields.

### Vers de nouvelles inscriptions
En octobre 2008, la liste indicative de l'Irlande datait déjà de 1992. Le Department of Culture, Heritage and the Gaeltacht met alors en place un groupe d'experts destiné à établir une nouvelle liste comprenant les sites les plus conformes aux critères de sélection du patrimoine mondial. La nouvelle liste indicative est soumise à l'UNESCO en mars 2010. Par rapport à l'ancienne liste, on constate : la disparition du parc national de Killarney et de Clara Bog, la fusion des Céide Fields et des tourbières du nord-ouest du Mayo, l'ajout de la ville historique de Dublin, des « sites monastiques du haut Moyen Âge » et des « sites royaux d'Irlande » (dont le site de Cashel, auparavant inscrit indépendamment),.

## Statut légal

### Inscription au patrimoine mondial
L'inscription d'un site sur la liste du patrimoine mondial est décidée par le gouvernement de l'Irlande en tant qu'État partie de la Convention pour la protection du patrimoine mondial, culturel et naturel. Le Department of Culture, Heritage and the Gaeltacht est l'organisme désigné par le gouvernement pour mettre en œuvre la Convention.
Les sites irlandais inscrits au patrimoine mondial sont classés dans la catégorie « Europe et Amérique du Nord ».

#### Critères
Afin de figurer au patrimoine mondial, un bien doit être jugé comme étant d'une « valeur universelle exceptionnelle ». Pour être considéré comme tel, il doit correspondre à au moins un d'une liste de dix critères de sélection, :
Par ailleurs, le bien doit se caractériser par son authenticité et son intégrité. Toute intervention humaine (travaux de conservation ou de restauration, etc.) doit être justifiée.

#### Processus d'inscription
Le processus d'inscription d'un bien se déroule ainsi et prend généralement une durée d'environ un an et demi, :
1. L'État irlandais inscrit les sites d'intérêt naturel ou culturel sur sa liste indicative
2. L'État, avec l'aide du Centre du patrimoine mondial, prépare le dossier de proposition d'inscription
3. Le bien proposé est évalué par deux organisations consultatives indépendantes : le Conseil international des monuments et des sites (ICOMOS) et l'Union internationale pour la conservation de la nature (UICN), évaluant respectivement les aspects culturel et naturel du site. Une autre organisation consultative, le Centre international d'études pour la conservation et la restauration des biens culturels (ICCROM), donne au Comité du patrimoine mondial des conseils sur la conservation des sites culturels et les activités de formation.
4. Le Comité du patrimoine mondial, lors d'une réunion annuelle, décide d'inscrire le site à la liste du patrimoine mondial ou de demander des informations supplémentaires à l'État irlandais

### Administration
Le Department of Culture, Heritage and the Gaeltacht est l'organisme gouvernemental chargé de la mise en œuvre de la Convention pour la protection du patrimoine mondial, culturel et naturel. Il est responsable de la conservation du patrimoine irlandais, du développement de la politique du patrimoine et du cadre législatif de protection, ainsi que d'encourager la prise de conscience du public du patrimoine de leur pays. Il peut fournir un soutien financier.
Le Department travaille avec l'Office of Public Works, chargé de la gestion opérationnelle (notamment la conservation) des sites du patrimoine mondial,.

## Activités
Les activités sur les sites inscrits au patrimoine mondial sont strictement encadrées par les plans de gestion (Management Plan) qui garantissent leur protection. Ils détaillent le cadre légal de protection, le statut des lieux (propriétaires), la gestion des ressources, la philosophie de la gestion du site, les mesures sur le terrain et la réglementation de l'accès public.

### Tourisme
En 2016, selon les données de l'Office of Public Works, Brú na Bóinne a accueilli 50 567 visiteurs et Skellig Michael 14 648.

## Liste
L'Irlande compte deux sites inscrits au patrimoine mondial, tous deux dans la catégorie « culturel ». Par ailleurs, sept sites sont inscrits sur la liste indicative : six dans la catégorie « culturel » et un « mixte ».

### Sites inscrits au patrimoine mondial
| Nom                                                              | Image | Numéro | Comté | Superficie | Inscription | Type     | Critères       | Autre classement | Description |
| ---------------------------------------------------------------- | ----- | ------ | ----- | ---------- | ----------- | -------- | -------------- | --- | --- |
| Brú na Bóinne - Ensemble archéologique de la Vallée de la Boyne, |       | 659    | Meath | 770 ha     | 1993        | Culturel | (i) (iii) (iv) | Monument national Archaeological Park Natural Heritage Areas (plusieurs contenues dans le site)                     | Brú na Bóinne (littéralement : « palais / manoir de la Boyne ») est une zone située dans le méandre de la Boyne. Elle contient des vestiges de l'époque préhistorique, notamment trois grandes tombes à couloir datant du Néolithique : Knowth, Newgrange et Dowth. Par ailleurs, la zone a également un intérêt environnemental, ses îles constituant un habitat de type forêt claire humide. |
| Sceilg Mhichíl,                                                  |       | 757    | Kerry | 21,9 ha    | 1996        | Culturel | (iii) (iv)     | Monument national Nature Reserve Zone de protection spéciale (SPA) (avec Little Skellig et les eaux environnantes), | Rocher escarpé s'élevant dans l'océan Atlantique au large de la péninsule d'Iveragh, Skellig Michael forme avec l'îlot voisin de Little Skellig l'archipel des îles Skellig. Du VIe siècle au XIIIe siècle, des moines chrétiens séjournèrent dans ce lieu inaccessible afin de s'isoler. Après son abandon, l'île servit encore de lieu de pèlerinage pendant plusieurs siècles. Au XIXe siècle, deux phares y furent construits. Skellig Michael est également un site important pour les oiseaux de mer, autant en termes de tailles des colonies que de diversité des espèces. |

### Sites inscrits sur la liste indicative
| Nom | Image | Numéro | Comté                                               | Superficie | Inscription | Type     | Critères        | Autre classement | Description |
| --- | ----- | ------ | --------------------------------------------------- | ---------- | ----------- | -------- | --------------- | --- | --- |
| Le Burren |       | 5522   | Clare / Galway                                      | 72 000 ha  | 2010        | Mixte    | (v) (viii)      | Parc national du Burren (seulement sur 1 500 ha dans le sud-est de la région) Géoparc (« Burren & Cliffs of Moher ») | Le Burren (littéralement : « lieu de la pierre ») est une région de la côte ouest de l'Irlande, consistant en un karst constitué de calcaires, formant des paysages très variés (lapiaz, grottes, turloughs, vallées sèches, dolines, poljés), et contenant une riche biodiversité (plus de 70 % de la flore native d'Irlande, avec des combinaisons insolites d'espèces alpines, arctiques et méditerranéennes). Par ailleurs, le Burren compte plus de 2 700 monuments protégés, constituant un « mémorial pour les cultures d'autrefois ». Le Burren possède une riche culture locale, musicale, folklorique, mais aussi son mode de vie traditionnel, conséquence directe du milieu naturel particulier : ses habitants pratiquent encore aujourd'hui le pastoralisme, qui a modelé le patrimoine naturel et culturel de la région. Le Burren constitue donc un exemple de la communion entre un environnement et ses habitants depuis plus de six mille ans. |
| La ville historique de Dublin                                                                                     |       | 5523   | Dublin                                              |            | 2010        | Culturel | (ii) (iv) (vi)  | | La zone comprise entre Phoenix Park, la mer d'Irlande à l'est, le Grand Canal au sud et le Canal Royal au nord, a conservé l'apparence qu'elle a prise lors de l'Époque georgienne (1714-1830), alors qu'elle était en plein développement et expansion, ce qui la fit devenir la deuxième ville de l'Empire britannique après Londres. Les bâtiments, mitoyens, se caractérisent par des façades simples et sans ornement, mais avec un intérieur généralement de haute qualité. En plein siècle des Lumières, cette application de principes scientifiques et esthétiques à l'urbanisme fut exporté dans d'autres villes, et inspirera les écrivains jusqu'à aujourd'hui. |
| Les Céide Fields et les tourbières du nord-ouest du Mayo                                                          |       | 5524   | Mayo                                                | 1 200 ha   | 2010        | Culturel | (iv) (v)        | | Les Céide Fields constituent un paysage du Néolithique consistant en un ensemble de murs de pierre, formant des tombeaux mégalithiques, d'habitations et de clôtures tout en délimitant des champs. Bâties par des fermiers il y a environ 5 700 ans, la plupart des structures ont été conservées grâce à une épaisse couche de tourbe (jusqu'à quatre mètres par endroits) les ayant recouvert. Durant le Néolithique, le paysage, post-glaciaire était composé de fôrets claires, de pelouses, et de landes et le climat était chaud et sec. Le paysage actuel, fait de tourbières de couverture, outre son intérêt pour illustrer l'histoire climatique et environnementale de l'Irlande, est un habitat naturel de grande valeur. |
| Forts de pierre occidentaux                                                                                       |       | 5525   | Clare / Galway / Kerry                              |            | 2010        | Culturel | (iii) (iv) (v)  | | Les « forts de pierre occidentaux » sont un groupe comprenant six sites : Dun Aengus (dans les îles d'Aran), Cahercommaun, Caherconree, Benagh et Staigue. Tous sont des cashels, un sous-ensemble des ringforts, des habitations ou fermes de forme circulaire construite selon la technique de la pierre sèche, datant du haut Moyen Âge. Ils représentent l'apogée de l'époque des ringforts. |
| La cité monastique de Clonmacnoise et son paysage culturel                                                        |       | 5526   | Offaly / Roscommon, Westmeath                       |            | 2010        | Culturel | (iv) (v)        | | Clonmacnoise est situé à la frontière des comtés d'Offaly, Roscommon et Westmeath dans le centre de l'Irlande. La cité monastique remonte au début du développement urbain hors de l'Empire romain, et son architecture constitue un exemple des cités monastiques du haut Moyen Âge. |
| Sites monastiques du haut Moyen Âge                                                                               |       | 5527   | Offaly / Wicklow / Clare / Meath / Louth            |            | 2010        | Culturel | (iii) (iv) (vi) | | Il s'agit d'un groupe de six sites monastiques du haut Moyen Âge : Clonmacnoise, Durrow, Glendalough, Inis Cealtra, Kells et Monasterboice. Ils doivent leur implantation particulière au fait qu'ils se sont développés à partir des sites pré-chrétiens irlandais, qui se sont eux-mêmes formés durant des siècles pendant l'âge du fer. |
| Les sites royaux d'Irlande : Cashel, Dún Ailinne, colline d'Uisneach, complexe de Rathcroghan et complexe de Tara |       | 5528   | Tipperary / Kildare / Westmeath / Roscommon / Meath |            | 2010        | Culturel | (iii) (iv) (vi) | | Il s'agit d'un groupe de sites royaux d'Irlande, représentant les différentes provinces d'Irlande : Dún Ailinne pour le Leinster, Cashel pour le Munster et Rathcroghan pour le Connacht,. À ces trois sites s'ajoutent Tara, siège des rois de l'ancien royaume / province de Mide et siège des hauts rois d'Irlande, et la colline d'Uisneach, le centre de l'Irlande, lieu de rencontre des cinq provinces. Ces sites sont également liés aux mythes et légendes associés à la christianisation de l'Irlande et à saint Patrick. |